# Sidi Abderrahmane (Chlef)
Pour les articles homonymes, voir Sidi Abderrahmane.
Sidi Abderrahmane, anciennement Souk El Begar, est une commune de la wilaya de Chlef en Algérie.

## Géographie

### Routes
La commune de Sidi Abderrahmane est desservie par plusieurs routes nationales:
- Route nationale 11: RN11 (Route d'Oran).

## Sources, notes et références
1. ↑  « Wilaya de Chlef : répartition de la population résidente des ménages ordinaires et collectifs, selon la commune de résidence et la dispersion ». Données du recensement général de la population et de l'habitat de 2008 sur le site de l'ONS.
2. ↑  « Arrêté du 14 novembre 1987 portant changement du nom de la commune de “Souk El Begar”, wilaya de Chlef », « JO n° 27-09 du 2 mars 1988 »(Archive.org • Wikiwix • Archive.is • Google • Que faire ?), p. 270.